# Ratpenat de peus grossos
El ratpenat de peus grossos (Myotis capaccinii) és un animal de l'ordre Chiroptera de la família dels vespertiliònids i el gènere Myotis que té més tendència a presentar el patagi pelut: tant per la part dorsal com per la ventral és cobert d'un pelatge fosc i suau que s'estén des de les potes fins aproximadament a la meitat de la membrana.
Els ratpenats de peus grans tenen una esperança de vida de 4,5 anys amb una longevitat màxima de 25 anys. A Espanya estan catalogats com una espècie «en perill».

## Descripció
És un ratpenat de musell llarg i cònic i orelles estretes. Amb un tragus llarg i puntegut que arriba fins a la meitat del pavelló. Dimensions corporals: cap + cos (43- 54 mm), cua (34 - 42 mm), avantbraç (37 - 44 mm) i envergadura alar (230 -260 mm).
M. capaccinii té una dimensió de cap+cos d'uns 43mm cap a uns 54mm i de punta a punta d'ala mesura uns 230mm fins a 260mm.
Tal com indica el seu nom, té uns peus molt grans, proveïts d'un esperó que ocupa 3/4 parts de la distància entre el taló i la cua. Si se l'observa de prop, es veu que el recorre una franja de pèls. El dors és de color gris fumat clar, de vegades una mica groguenc. La coloració ventral és grisa clara, no ben delimitada respecte a la dorsal. El musell és de color marró torrat i les orelles i el patagi, marrons grisoses. Pesa entre 6 i 15 grams. Utilitzen l'ecolocalització a uns 47-50kHz com a màxima intensitat.

## Hàbitat
Aquest ratpenat es troba a tota l'Europa mediterrània, al nord-oest d'Àfrica, Iran i Uzbekistan. A més es creu que una altra espècie anomenada Myotis macrodactylus és la mateixa espècie. Si ho fos, la seva distribució arribaria fins al Japó, Corea i Xina. A Espanya es troba al llarg d'una prima franja costanera que va des de Catalunya fins a Almeria penetrant per l'interior del delta de l'Ebre fins a la conca del Cinca. També es troba a Mallorca i Menorca, però no a les Pitiüses.
El ratpenat de peus grans està íntimament lligat a les zones aquàtiques. Aquesta espècie selecciona les masses d'aigua que es troben en un clima Mediterrani i és possible que caci inclús sobre aigües salobres pròximes al litoral però siguin com siguin han de ser llocs on el curs d'aigua sigui permanent. També es va observar en un treball que es feu a València que prefereixen les aigües calmades però poden trobar-se també en aigües una mica més mogudes.
En general viu a baixa altitud: les colònies de mascles poden trobar-se com a molt, a 850 m d'altura, encara que s'ha trobat alguna colònia excepcional a 1200m, però les colònies de cria solen estar per sota dels 400m. És exclusivament cavernícola i utilitza com a refugi coves, mines, túnels i llocs per l'estil.
Se sap molt poc sobre la majoria d'aspectes de l'ecologia d'aquests animals, però se suposa que són animals sedentaris o que realitzen desplaçaments petits. Al llarg de tot l'any és normal veure ratpenats de peus grans associats a altres espècies de ratapinyades, sobretot amb una que s'anomena “ratpenat de cova”.
Són animals que hibernen però a l'hora d'hibernar la gran majoria de grups són de mascles i en canvi els individus solitaris poden ser tan mascles com femelles, hibernen en medis subterranis a, més o menys, de 5 °C a 10 °C de temperatura.
Per els M. capaccinii existeix un cas de depredació comú per l'òliba comuna (Tyto alba), a part, també es coneixen casos de depredació oportunista sobretot pel gat domèstic (Felis catus).

## Alimentació
Aquesta espècie de ratpenat s'alimenta sols d'artròpodes encara que també s'han trobat restes de petits peixos en alguns excrements. S'han fet alguns experiments on s'ha pogut veure que els M. capaccinii són capaços de capturar peixos vius. Tenen un índex d'èxit més alt a aigües calmades i sense vegetació ni obstacles que els dificulti el vol ras per sobre l'aigua i el rebot del so d'ecolocalització. Les tècniques de caça són molt similars o iguals a les del Myotis daubentonii, però s'ha observat que les dues espècies no conviuen en un mateix medi, i on hi ha una en abundància, l'altra no apareix el que fa pensar que aquestes dues espècies tenen una gran competència entre elles.

## Reproducció
La majoria d'aparellaments que es produeixen estan concebuts entre octubre i novembre, l'ovulació i fecundació, en canvi, es produeixen a la primavera, hi ha signes evidents de gestació vers la fi d'abril. Pareixen una sola cria a l'any, als mesos de juny i juliol amb una paritat de 50% de femelles i 50% de mascles. Les femelles acaben d'alletar les cries a la darreria de juliol on també es poden trobar joves volant. Als Països Baixos s'ha fet un estudi que afirma que la taxa de supervivència anual és d'un 80% en els adults i un 50% a les cries.
A mitjan d'abril les femelles comencen a ocupar els llocs que establiran com a colònies de cria les quals estan ocupades únicament per femelles (en un nombre inferior a cent) i cries.

## Espècies semblants
El ratpenat d'aigua pot tenir alguns pèls aïllats al llarg de la vora posterior de l'uropatagi, però no arriben a formar una franja a l'esperó. La resta de ratapinyades del gènere Myotis tenen l'esperó més curt: ocupa la meitat de la distància entre el peu i la cua.